# Nouveau cruzado
Pour les articles homonymes, voir Cruzado.

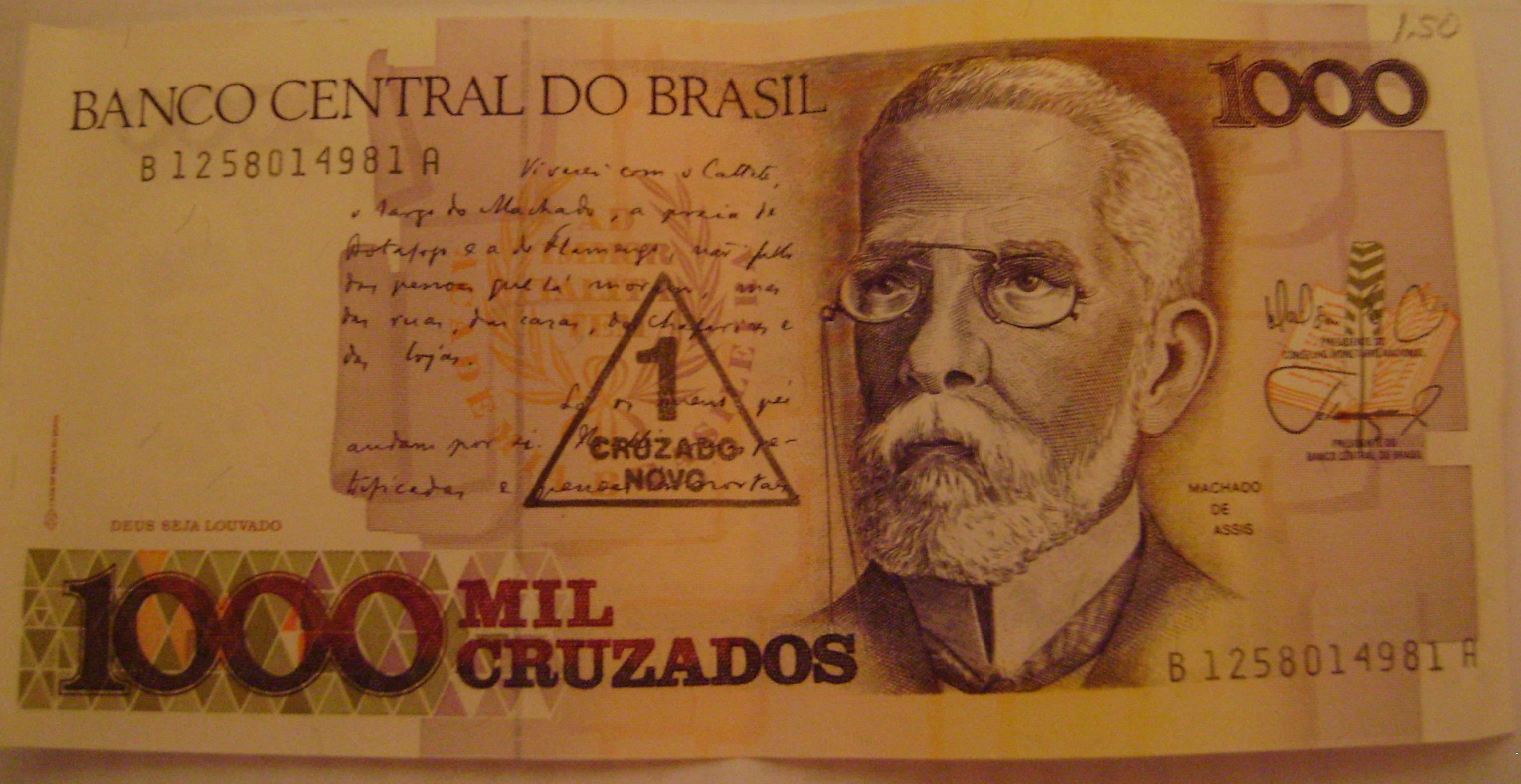
Billete de 1000 Cruzados a été réutilisé à partir du modèle précèdent et diffusé avec un timbre, vaut une cruzeiro novo

Le Cruzado Novo est la monnaie éphémère du Brésil entre le 15 janvier 1989 et le 15 mars 1990. Il remplace le cruzado dans le taux de 1000 cruzados = 1 cruzado novo. Il a le symbole {\displaystyle \mathrm {NCzS} \!\!\!\Vert } et le code ISO 4217 BRN. En 1990, le cruzado novo est renommé le (troisième) cruzeiro. Cette monnaie est subdivisée en 100 centavos.
La redénomination est le résultat de Plano Verão, qui deviendrait l'un des nombreux plans hétérodoxes visant à stabiliser la monnaie, et la voie de la redénomination est utilisée pour tenter de contourner d'éventuelles contestations judiciaires dues aux droits établis dans la monnaie à cette époque, comme cela s'est produit dans le plan Bresser.
La méthode de la redénomination monétaire sera à nouveau utilisée en 1990, lorsque Fernando Collor de Mello assumera la présidence, et cette redénomination en cruzeiro sera à égalité avec cette monnaie alors en circulation, malgré les effets encore plus sombres d'un tel plan économique.
Contrairement à la dénomination Cruzeiro Novo de la fin des années 1960, il ne s'agit pas d'un modèle de transition entre deux dénominations monétaires du même nom, les billets et les pièces de cette dénomination sont publiés en 1989 et 1990.

## Pièces de monnaie

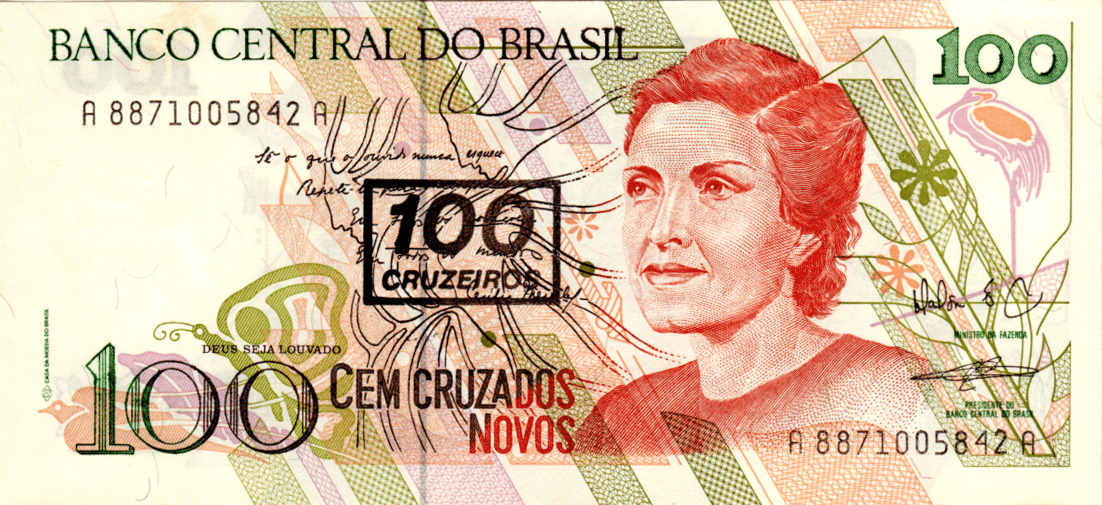
Billet de 100 Cruzados Novo de 1990, sur-estampé de la mention 100 Cruzeiros, le nouveau nom de la monnaie 14 mois après son introduction

### Standard
Des pièces en acier inoxydable en circulation standard sont émises en coupures de 1, 5, 10 et 50 centavos.
Un dessin pour une pièce de circulation standard NCz $ 1 est prévu pour 1990, surnommé la Croix du Christ (portugais : Cruz de Cristo). Cependant, en mars 1990, avant que la pièce ne soit rendue publique, la monnaie du pays est devenue le Cruzeiro (3e itération), de sorte qu'elle ne circule jamais. Il y a 41 spécimens dans le stockage interne de la Banque centrale du Brésil, dont quarante numéros de 1990 et un seul numéro de 1989, le seul spécimen connu de cette année. De plus, il existe 15 échantillons connus avec des collectionneurs, ce qui porte le total à 56 numéros connus de la pièce.

### Commémoratif
Pour célébrer le 100e anniversaire de la République au Brésil (1889-1989), deux pièces Cruzado Novo ont été frappées: une pièce en circulation de 1 $ NCz et une pièce en argent non circulante de 200 $ NCz.

## Billets
Les premiers billets sont des surimpressions sur des billets cruzado, en coupures de 1, 5 et 10 cruzados novos. Les billets réguliers suivent la même année en coupures de 50, 100 et 200 cruzados novos, suivis du billet de 500 cruzado novo en 1990. Ces billets sont surimprimés avec le nouveau nom de la monnaie en 1990. En 1992, les billets de 50 et 100 cruzado novo sont retirés. Les dénominations supérieures sont retirées en 1994.